# توني جيلروي
توني جيلروي (بالإنجليزية: Tony Gilroy) (و. 1956  م) هو كاتب سيناريو، ومخرج أفلام، ومنتج أفلام أمريكي، ولد في مانهاتن.

## التعليم
تعلم في كلية بوسطن الجامعية للاتصالات ‏.

## جوائز وترشيحات
حصل على جوائز منها:
جوائز
- جائزة إدغار

ترشيحات
- جائزة الأوسكار لأفضل كتابة، عن عمل: مايكل كلايتون
- جائزة الأوسكار لأفضل مخرج، عن عمل: مايكل كلايتون

ترشح لـ:
- جائزة الأوسكار لأفضل مخرج، عن عمل: مايكل كلايتون
- جائزة الأوسكار لأفضل كتابة "سيناريو أصلي"، عن عمل: مايكل كلايتون.

## وصلات خارجية
- توني جيلروي على موقع IMDb (الإنجليزية)
- توني جيلروي على موقع روتن توميتوز (الإنجليزية)
- توني جيلروي على موقع مونزينجر (الألمانية)
- توني جيلروي على موقع ألو سيني (الفرنسية)
- توني جيلروي على موقع تيرنر كلاسيك موفيز (الإنجليزية)
- توني جيلروي على موقع أول موفي (الإنجليزية)
- توني جيلروي على موقع بوكس أوفيس موجو (الإنجليزية)
- توني جيلروي على موقع قاعدة بيانات الأفلام السويدية (السويدية)
- توني جيلروي على موقع إن إن دي بي (الإنجليزية)
- توني جيلروي على موقع قاعدة بيانات الفيلم (الإنجليزية)